# مو (فیلم)
«مو» (انگلیسی: Hair) فیلمی موزیکال و کمدی-درام به کارگردانی میلوش فورمن است که در سال ۱۹۷۹ منتشر شد.

## بازیگران
- جان سوج
- ترت ویلیامز
- بورلی دی آنجلو
- آنی گلدن
- دورسی رایت
- نیکلاس ری
- مایکل جیتر
- شارلوت را
- ریچارد برایت